# 默瑟 (密蘇里州)
默瑟（英語：Mercer）是位於美國密蘇里州默瑟縣的城市。

## 人口
根據2020年美國人口普查的數據，默瑟的面積為0.95平方千米，皆為陸地。當地共有人口263人，而人口密度為每平方千米277人。